# Andes Líneas Aéreas
Andes Líneas Aéreas es una aerolínea argentina que se dedica a vuelos de cabotaje, vuelos regionales y vuelos chárteres. La empresa nació en 2006 como la solución salteña para suplir la falta de vuelos.
Tuvo un crecimiento lento pero sólido que le permitió terminar su primer año de operaciones con 94 mil pasajeros transportados, y para diciembre de 2011 superar el millón.
Ese año alcanzó el pico de lo que podríamos llamar su primera etapa de expansión, que la llevó a incorporar dos Bombardier CRJ-900 entre 2010 y 2011, y hasta dos Airbus A320 para atender la demanda chártera¡ en la temporada de verano 2011-2012.
Los siguientes tres años su operación se achicó fuertemente, volviendo a operar sólo con sus cuatro McDonnell Douglas MD propios, habiendo tocado un piso de apenas 96 mil pasajeros transportados en 2014. El primer gran golpe fue la erupción el volcán Puyehue, cuyas cenizas inhabilitaron por varios meses al Aeropuerto de Bariloche, provocando que Andes no pueda operar chárteres contratados desde Brasil.
Fueron tiempos muy complejos para la empresa que no estuvieron exentos de medidas de fuerza gremiales y despidos, llevando a números bajos históricos para Andes.
Hacia mediados de 2015 la situación empezó a revertirse gracias al contrato que Andes tuvo con Travel Rock, Flecha Bus, Surland, Freestyle, etc para transportar estudiantes de quinto año a Bariloche, el cual le dio un importante respiro, cerrando el año con 176 mil pasajeros. Lo que sí ha dejado claro la marca, es que jamás saldría un vuelo con todos pasajeros de la misma compañía de egresados, ya que a partir del año 2024, ni Travel Rock, ni Flecha Bus, tendrán su vuelo exclusivo por la poca adquisición de pasajes. Entendiendo que en 2015 llevaban 120 mil pasajeros a Bariloche, hoy sumando la cantidad de los mismos entre ambas compañías no llegan a 20 mil chicos. Lo cual Andes logra no tener bajas en sus vuelos con grupos de egresados cerrados. Por este mismo motivo ya no hay más aviones con la inscripción de Travel Rock, como ha sucedido en 2015, si no que simplemente los pasajeros encontrarán los aviones con la marca ANDES, sin decir empresa de egresados, ya que no brindará más exclusividad. [cita requerida]
Con el cambio de gobierno y una mayor apertura del mercado aerocomercial, Andes ingresó en una segunda etapa de expansión que la llevó a incorporar cuatro Boeing 737-800 y sumar nueve destinos entre 2016 y 2017, años en los que movilizó 246 mil y 641 mil pasajeros. El boom del cabotaje, complementado con el de los chárter al exterior, hizo que en 2018 alcanzara su pico de 1,02 millones de pasajeros.[cita requerida]
El crecimiento parecía no tener límites, hasta que la corrida cambiaria de mediados de ese año pegó de lleno en su capacidad financiera para afrontar los leasings en dólares de los 737-800, lo cual sumado a la llegada de las low-cost, la liberalización del piso tarifario, el alza del petróleo y una economía en crisis, provocó que la empresa reajuste sus operaciones, se desprenda de los Boeing y tenga que despedir personal. Otros dos factores importantes: la pérdida del contrato de Travel Rock en 2019 y una deuda millonaria de la provincia de Chubut.
A partir del último trimestre de 2018 y hasta septiembre de este año, el tráfico de pasajeros se fue derrumbando mes a mes. En septiembre transportaron sólo 19 mil pasajeros, un piso que no se tocaba desde mayo de 2016.
Su red quedó reducida a Buenos Aires, Salta, Comodoro Rivadavia y Puerto Madryn, mientras que su flota operativa antes de la suspensión de sus operaciones a finales de 2019 variaba entre una o dos aeronaves MD-83 y alrededor de 250 empleados que quedaron en un limbo laboral y salarios adeudados.

## Pandemia
La última comunicación oficial de Andes sobre un potencial reinicio de sus vuelos había sido en octubre de 2020, anunciando que eso ocurriría el 21 de diciembre, pero nada sucedió.
En febrero de este año surgió el rumor de que Nella Airlines habría estado negociando la adquisición de Andes.
El grupo ya había comprado en julio de 2021 a Albatros, con sede en Venezuela, y en septiembre completó la compra por USD 50 millones de Amaszonas Líneas Aéreas, con sede en Bolivia. Además, en noviembre mostraron interés de revivir la marca LAP, Líneas Aéreas Paraguayas, con dos Boeing 737-800.
Falcon Vision es una de las empresas vinculadas al Public Investment Fund (PIF), el mayor fondo público de inversiones del mundo y que es comandado por Mohammad bin Salmán, príncipe heredero de Arabia Saudí, viceprimer ministro y actual ministro de Defensa de su país. Según habría comunicado con anterioridad, está prevista una inversión por USD 350 millones de dólares una vez que las autoridades brasileñas finalicen los procesos de autorización.
A fines de 2022 Andes Líneas Aéreas retomaría las operaciones bajo la modalidad «chárter» en el país antes de terminar el año. Los vuelos regulares no estarían dentro de los planes actuales de la empresa.

## Destinos
En la actualidad (diciembre de 2023), Andes Líneas Aéreas opera vuelos chárter a los siguientes destinos:
| Países    | Destinos            | Aeropuertos                                             | Desde          |
| --------- | ------------------- | ------------------------------------------------------- | -------------- |
| Argentina | Bariloche           | Aeropuerto Internacional Teniente Luis Candelaria       | Hub            |
| Argentina | Buenos Aires        | Aeropuerto Internacional Ministro Pistarini             | Hub secundario |
| Argentina | Córdoba             | Aeropuerto Internacional Ingeniero Ambrosio Taravella   | EZE y BRC      |
| Argentina | Mendoza             | Aeropuerto Internacional Gobernador Francisco Gabrielli | BRC            |
| Argentina | Rosario             | Aeropuerto Internacional Rosario Islas Malvinas         | BRC            |
| Argentina | Santa Fe            | Aeropuerto de Sauce Viejo                               | BRC y SCL      |
| Argentina | Santiago del Estero | Aeropuerto Vicecomodoro Ángel de la Paz Aragonés        | EZE y BRC      |
| Chile     | Antofagasta         | Aeropuerto Andrés Sabella                               | BRC y ROS      |
| Chile     | La Serena           | Aeródromo La Florida                                    | COR y BRC      |
| Chile     | Santiago de Chile   | Aeropuerto Internacional Arturo Merino Benítez          | BRC, SFN y COR |

## Destinos históricos
Al momento, Andes Líneas Aéreas se mantiene operando vuelos chárter con base en Bariloche hacia diferentes puntos de Argentina, Brasil y Uruguay.

### Destinos nacionales
| Ciudad                                       | Código de Aeropuerto | Código de Aeropuerto | Nombre del aeropuerto                                     | Notas                                        |
| Ciudad                                       | IATA                 | ICAO                 | Nombre del aeropuerto                                     | Notas                                        |
| -------------------------------------------- | -------------------- | -------------------- | --------------------------------------------------------- | -------------------------------------------- |
| Argentina                                    |                      |                      |                                                           |                                              |
| Desde Buenos Aires Aeroparque Jorge Newbery. |                      |                      |                                                           |                                              |
| Bariloche                                    | BRC                  | SAZS                 | Aeropuerto Internacional Teniente Luis Candelaria         | 5 vuelos semanales.                          |
| Comodoro Rivadavia                           | CRD                  | SAVC                 | Aeropuerto Internacional General Enrique Mosconi          | 5 vuelos semanales.                          |
| Córdoba                                      | COR                  | SACO                 | Aeropuerto Internacional Ingeniero Ambrosio Taravella     | 10 frecuencias semanales.                    |
| Iguazú                                       | IGR                  | SARI                 | Aeropuerto Internacional de Puerto Iguazú                 | 5 vuelos semanales.                          |
| Jujuy                                        | JUJ                  | SASJ                 | Aeropuerto Internacional Gobernador Horacio Guzmán        | 6 frecuencias semanales.                     |
| Mar del Plata                                | MDQ                  | SAZM                 | Aeropuerto Internacional Astor Piazolla                   | 5 frecuencias semanales. Temporada de Verano |
| Puerto Madryn                                | PMY                  | SAVY                 | Aeropuerto El Tehuelche                                   | 5 frecuencias semanales                      |
| Mendoza                                      | MDZ                  | SAVY                 | Aeropuerto Internacional Gobernador Francisco Gabrielli   | 6 frecuencias semanales                      |
| Salta                                        | SLA                  | SASA                 | Aeropuerto Internacional de Salta Martín Miguel de Güemes | 6 frecuencias semanales                      |
| Neuquén                                      | NQN                  | SAZN                 | Aeropuerto Internacional de Neuquén                       | 2 frecuencias semanales (mensual)            |

### Destinos internacionales
| Ciudad                     | Código de aeropuerto | Código de aeropuerto | Nombre del aeropuerto                                    | Notas              |
| Ciudad                     | IATA                 | ICAO                 | Nombre del aeropuerto                                    | Notas              |
| -------------------------- | -------------------- | -------------------- | -------------------------------------------------------- | ------------------ |
| Desde: Buenos Aires-Ezeiza |                      |                      |                                                          |                    |
| Sudamérica                 |                      |                      |                                                          |                    |
| Brasil (2 destinos)        |                      |                      |                                                          |                    |
| Porto Seguro               | BPS                  | SBPS                 | Aeropuerto de Porto Seguro                               | Chárter de verano. |
| Salvador de Bahía          | SSA                  | SBSV                 | Aeropuerto Internacional Deputado Luís Eduardo Magalhães | Chárter de verano. |
| Paraguay (1 destino)       |                      |                      |                                                          |                    |
| Asunción                   | ASU                  | SGAS                 | Aeropuerto Internacional Silvio Pettirossi               | Planes de inicio   |

| Ciudad            | Código de aeropuerto | Código de aeropuerto | Nombre del aeropuerto                          | Notas |
| Ciudad            | IATA                 | ICAO                 | Nombre del aeropuerto                          | Notas |
| ----------------- | -------------------- | -------------------- | ---------------------------------------------- | ----- |
| Desde: Neuquén    |                      |                      |                                                |       |
| Sudamérica        |                      |                      |                                                |       |
| Chile (1 destino) |                      |                      |                                                |       |
| Santiago de Chile | SCL                  | SCEL                 | Aeropuerto Internacional Arturo Merino Benítez |       |

| Ciudad                           | Código de aeropuerto | Código de aeropuerto | Nombre del aeropuerto                               | Notas                      |
| Ciudad                           | IATA                 | ICAO                 | Nombre del aeropuerto                               | Notas                      |
| -------------------------------- | -------------------- | -------------------- | --------------------------------------------------- | -------------------------- |
| Desde: Buenos Aires-Aeroparque   |                      |                      |                                                     |                            |
| Sudamérica                       |                      |                      |                                                     |                            |
| Brasil (2 destinos)              |                      |                      |                                                     |                            |
| Cabo Frío                        | CFB                  | SBCB                 | Aeropuerto Internacional de Cabo Frío               | Chárter de verano.         |
| Florianopolis                    | FLN                  | SBFL                 | Aeropuerto Internacional Hercílio Luz               | Chárter de verano.         |
| Uruguay (1 destino)              |                      |                      |                                                     |                            |
| Punta Del Este                   | PDP                  | SULD                 | Aeropuerto Internacional de Punta del Este          | Estacional de verano.      |
| Venezuela (1 destino)            |                      |                      |                                                     |                            |
| Porlamar                         | PMV                  | SVMG                 | Aeropuerto Internacional del Caribe Santiago Mariño | Charter de verano.         |
| Caribe                           |                      |                      |                                                     |                            |
| Cuba (1 destino)                 |                      |                      |                                                     |                            |
| Varadero                         | VRA                  | MUVR                 | Aeropuerto Juan Gualberto Gómez                     | Chárter de verano. Vía PMV |
| República Dominicana (1 destino) |                      |                      |                                                     |                            |
| Samaná                           | AZS                  | MDCY                 | Aeropuerto Internacional Presidente Juan Bosch      | Chárter Regular. Vía COR   |

| Ciudad                           | Código de aeropuerto | Código de aeropuerto | Nombre del aeropuerto                               | Notas                                           |
| Ciudad                           | IATA                 | ICAO                 | Nombre del aeropuerto                               | Notas                                           |
| -------------------------------- | -------------------- | -------------------- | --------------------------------------------------- | ----------------------------------------------- |
| Desde: Córdoba                   |                      |                      |                                                     |                                                 |
| Sudamérica                       |                      |                      |                                                     |                                                 |
| Brasil (3 destinos)              |                      |                      |                                                     |                                                 |
| Cabo Frío                        | CFB                  | SBCB                 | Aeropuerto Internacional de Cabo Frío               | Chárter de verano.                              |
| Florianopolis                    | FLN                  | SBFL                 | Aeropuerto Internacional Hercílio Luz               | Chárter de verano.                              |
| Maceió                           | MCZ                  | SBMO                 | Aeropuerto Internacional Zumbi dos Palmares         | Chárter Regular. (Inicia el 5 de abril de 2018) |
| Venezuela (1 destino)            |                      |                      |                                                     |                                                 |
| Porlamar                         | PMV                  | SVMG                 | Aeropuerto Internacional del Caribe Santiago Mariño | Charter de verano.                              |
| Caribe                           |                      |                      |                                                     |                                                 |
| República Dominicana (1 destino) |                      |                      |                                                     |                                                 |
| Samaná                           | AZS                  | MDCY                 | Aeropuerto Internacional Presidente Juan Bosch      | Chárter Regular. Vía COR                        |

| Ciudad             | Código de aeropuerto | Código de aeropuerto | Nombre del aeropuerto                 | Notas              |
| Ciudad             | IATA                 | ICAO                 | Nombre del aeropuerto                 | Notas              |
| ------------------ | -------------------- | -------------------- | ------------------------------------- | ------------------ |
| Desde: Salta       |                      |                      |                                       |                    |
| Sudamérica         |                      |                      |                                       |                    |
| Brasil (1 destino) |                      |                      |                                       |                    |
| Florianopolis      | FLN                  | SBFL                 | Aeropuerto Internacional Hercílio Luz | Chárter de verano. |

## Flota
La flota de Andes Líneas Aéreas está compuesta por:
| Aeronaves      | En servicio | Pedidos | Butacas (clase turista)                          | Matrículas                                       | Antigüedad                                       |
| -------------- | ----------- | ------- | ------------------------------------------------ | ------------------------------------------------ | ------------------------------------------------ |
| Boeing 737-800 | 2           | —       | 189                                              | LV-HKS                                           | 20 años                                          |
| Boeing 737-800 | 2           | —       | 189                                              | LV-KFW                                           | 14 años                                          |
| Boeing 737-700 | 1           | 1       | 149                                              | LV-AAR LV-PPM                                    | 14,4 años                                        |
| Total          | 3           | 1       | Edad media de la flota (abril de 2025): 17 años. | Edad media de la flota (abril de 2025): 17 años. | Edad media de la flota (abril de 2025): 17 años. |